# 糖尿病视网膜病变
糖尿病视网膜病变（英語：Diabetic retinopathy）是糖尿病的并发症。长期的高血糖环境会损伤视网膜血管的内皮，引起一系列的眼底病变，如微血管瘤、硬性渗出、棉絮斑、新生血管、玻璃体增殖、黃班水腫、糖尿病視網膜病變甚至视网膜脱离。一般糖尿病出现十年以上的病人开始出现眼底病变，但如果血糖控制差，或者是胰岛素依赖型糖尿病的患者则可能更早出现眼底病变，故糖尿病患者需要定期到眼科检查眼底。

## 分级

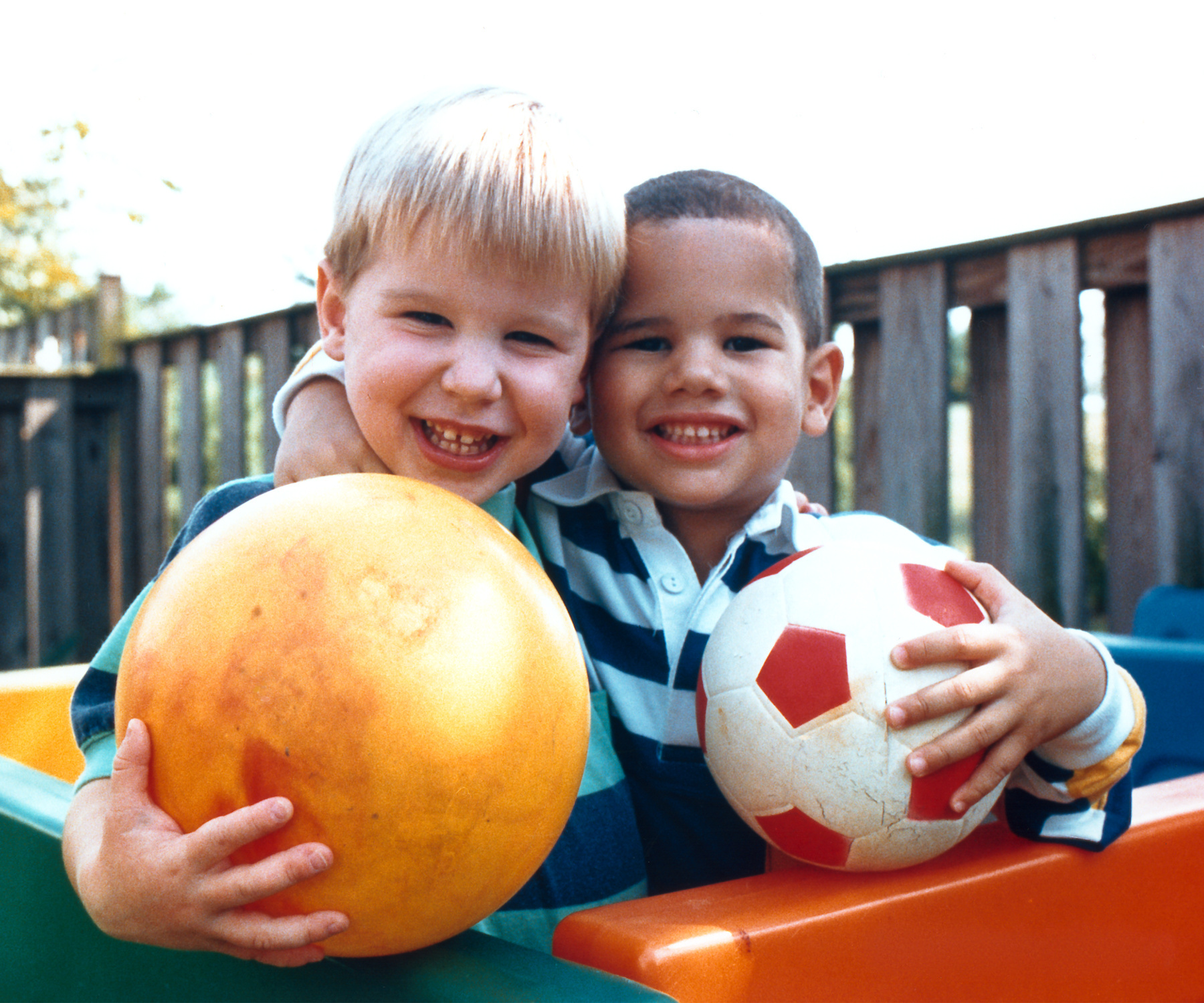
正常视图

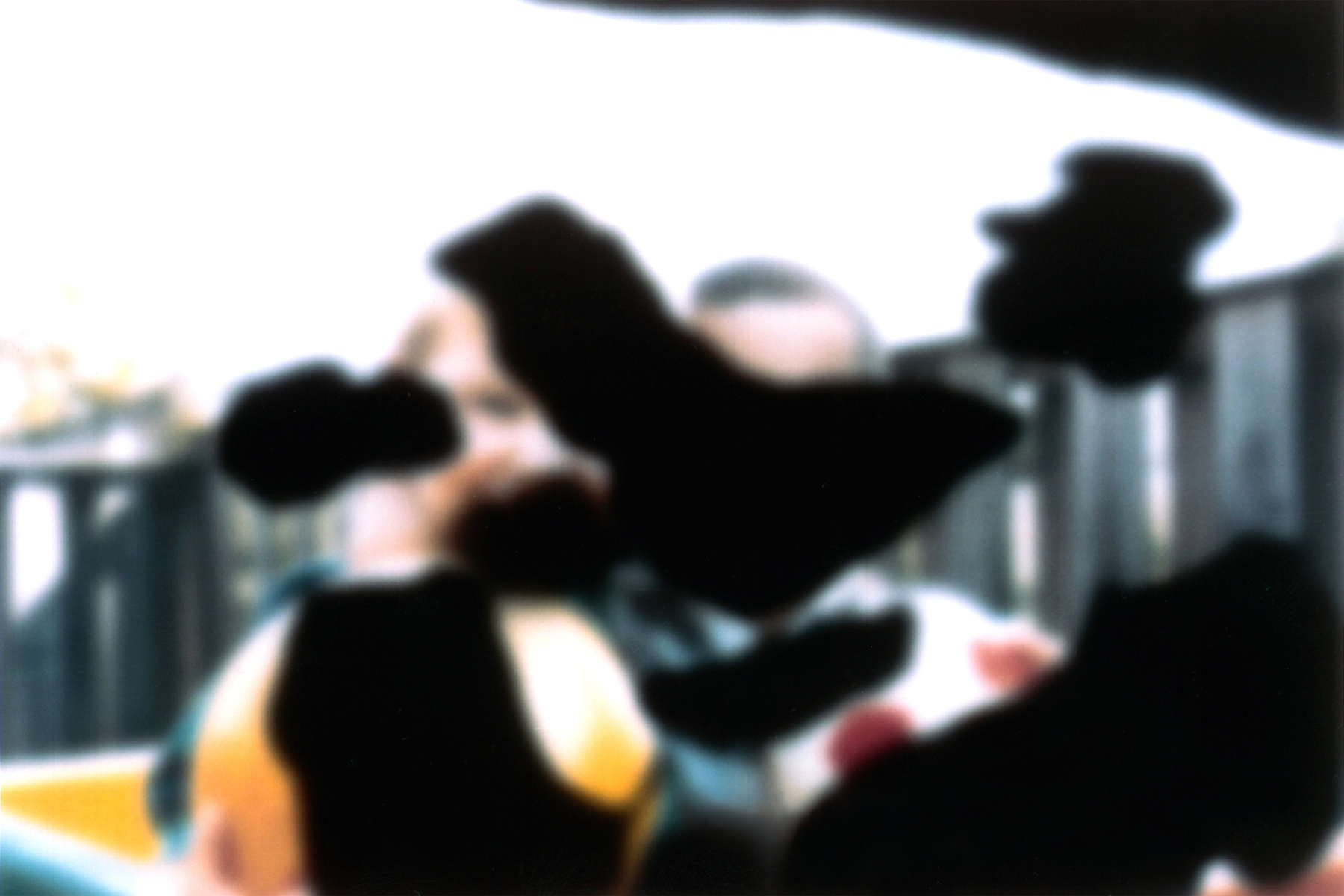
糖尿病视网膜病变患者视图

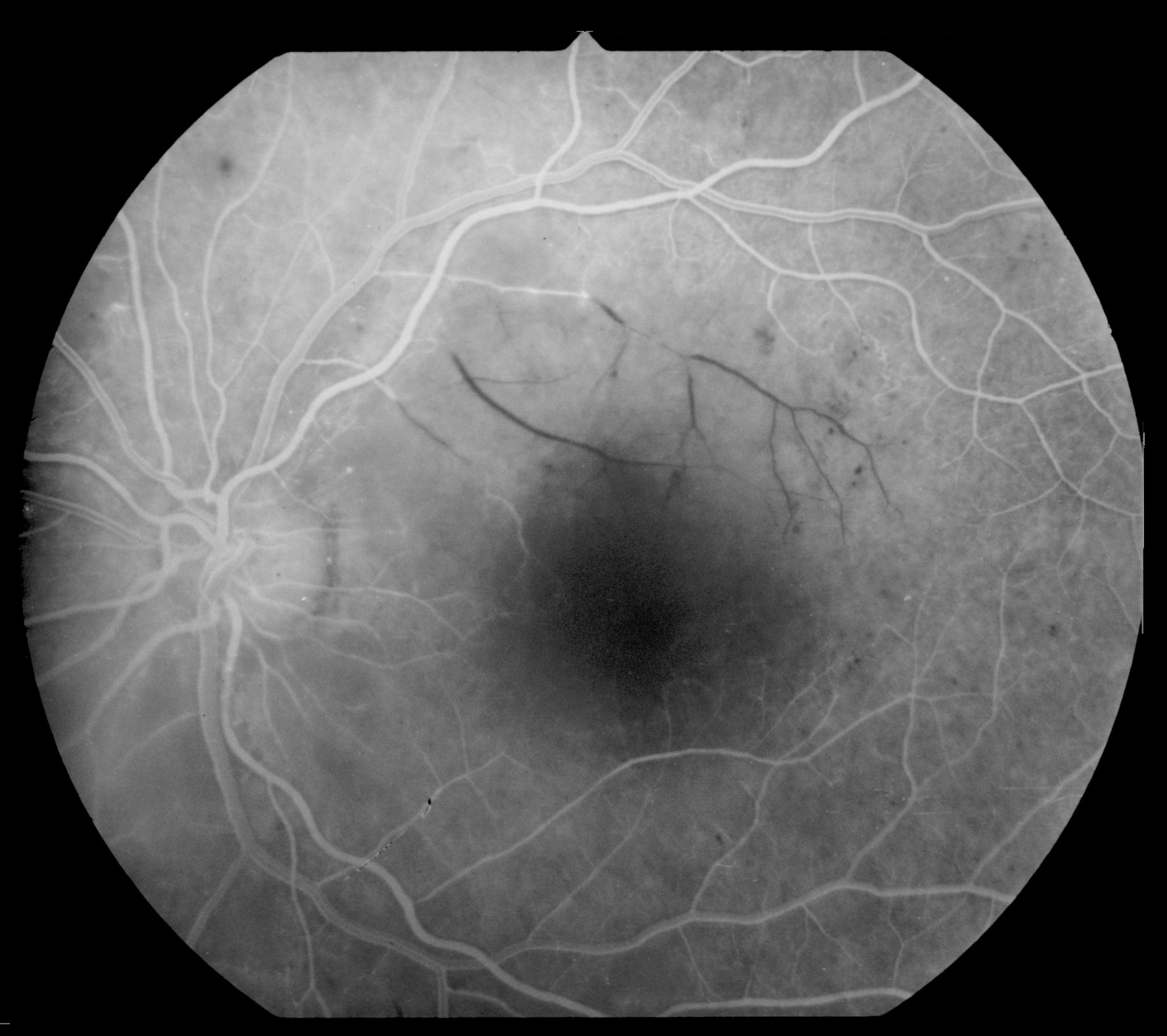
由于糖尿病视网膜病变中的动脉分支堵塞而排空的视网膜小静脉（荧光血管造影）

### 分级
- NPDR：非增殖性糖尿病视网膜病变
- PDR：增殖性糖尿病视网膜病变

### 单纯性
- I级：有微小动脉瘤，小出血点。
  - （+）：容易数；（++）：太多，数不过来
- Ⅱ级：硬性渗出，出血斑
  - （+）：容易数；（++）：太多，数不过来
- Ⅲ级：软性渗出，出血斑
  - （+）：容易数；（++）：太多，数不过来

### 增殖性
- Ⅳ级：新生血管，玻璃体出血
- Ⅴ级：新生血管，纤维增生
- Ⅵ级：新生血管，纤维增生，视网膜脱离

## 診斷
- 1. 標準視網膜彩色攝影(standard retinal color photography)：可顯示出1/3視網膜表面(後表面)的血管分布。
- 2. 螢光血管攝影法(fluorescein angiography)：用於判斷血管通透性和血管三層之結構。
- 3. 超寬視野眼底攝影(ultrawide-field photography of the fundus )：可看到80%的視網膜表面，相較標準視網膜彩色攝影，能顯示出更多發生病變的區域。
- 4. 光學相干斷層掃描(Optical coherence tomography, OCT)：非侵入式進行視網膜縱斷面及橫斷面掃描，影像可顯示黃斑中央小凹(fovea)區域是否增厚、不規則，為診斷糖尿病黃斑水腫的好工具。但因無法由OCT判斷視網膜血管內部的微小變化，如血管通透性、血流滲出之強度等，因此需搭配其他血管攝影法進行檢查。
- 5. 自適應光學技術(adaptive optics technology)：如使用雷射式眼底鏡、泛光照明器。這項技術透過可塑形之鏡片偵測視網膜不正常的反射光波，其解像力高，可顯示視網膜上極微小的構造。
- 6. 人工智慧：透過深度學習，人工智慧得以經由影像判讀，辨識視網膜病變區域，並提供相關預後和治療方針。[2]

## 治療
- 1. 腦垂腺切除術(1970年代以前)
- 2. 泛視網膜雷射 (1970年代至今都有使用)
- 3. 抗血管內皮生長因子(VEGF)抗體：於治療糖尿病黃斑水腫具有一定之成效，如bevacizumab、afibercept已獲得FDA核可。[2][3]

## 延伸閱讀
- Solomon, Sharon D.; Chew, Emily; Duh, Elia J.; Sobrin, Lucia; Sun, Jennifer K.; VanderBeek, Brian L.; Wykoff, Charles C.; Gardner, Thomas W. . Diabetes Care. 21 February 2017, 40 (3): 412–418. PMC 5402875 . PMID 28223445. doi:10.2337/dc16-2641.

- Evaluation and Care of Patients with Diabetic Retinopathy

The new England journal of medicine, April 23, 2020 Julie R. Ingelfinger, M.D., Editor 
https://www.nejm.org/doi/full/10.1056/NEJMra1909637 （页面存档备份，存于）
- Diabetic Retinopathy

The new England journal of medicine, March 29, 2012 David A. Antonetti, Ph.D., Ronald Klein, M.D., M.P.H., and Thomas W. Gardner, M.D.
https://www.nejm.org/doi/full/10.1056/NEJMra1005073 （页面存档备份，存于）

## 外部連結
- Diabetic Retinopathy Resource Guide from the National Eye Institute (NEI).
- National Diabetes Information Clearinghouse （页面存档备份，存于）
- NHS Diabetic Eye Screening Programme （页面存档备份，存于）
- English National Screening Programme for Diabetic Retinopathy

1. ↑  . 睛明護眼 www.EyeCareHK.org. 2019-06-24  [2019-08-01]. （原始内容存档于2019-06-28） （中文（香港））.
2. 1 2  .   [2020-11-15]. （原始内容存档于2020-11-02）.
3. ↑  .   [2020-11-15]. （原始内容存档于2016-10-07）.